# Doniphan (Nebraska)
Doniphan – wieś w Stanach Zjednoczonych, w stanie Nebraska, w hrabstwie Hall.